# Gajki, Tỉnh West Pomeranian
Gajki [ˈɡai̯ki] (tiếng Đức: Uhlenhorst)  là một ngôi làng thuộc khu hành chính của Gmina Gryfino, thuộc hạt Gryfino, West Pomeranian Voivodeship, ở phía tây bắc Ba Lan, gần biên giới Đức. Nó nằm khoảng 8 kilômét (5 mi) phía đông nam Gryfino và 25 km (16 mi) phía nam thủ đô khu vực Szczecin.
Trước năm 1945, khu vực này là một phần của Đức.
Làng có dân số 20 người.